# Glušinja
 Glušinja  falu Horvátországban Zágráb megyében. Közigazgatásilag Zsumberkhez tartozik.

## Fekvése
Zágrábtól 39 km-re délnyugatra községközpontjától Kostanjevactól 10 km-re északra a Zsumberki-hegység délkeleti lejtőin fekszik.

## Története
Az 1830-as urbárium szerint 7 háza és 83 lakosa volt. A mrzo poljei Szent Péter és Pál plébániájához tartozik. 
1857-ben 75, 1910-ben 119 lakosa volt. Trianon előtt Zágráb vármegye Jaskai járásához tartozott. 2011-ben 21 lakosa volt. Lakói mezőgazdasággal, állattenyésztéssel, szőlőtermesztéssel foglalkoznak.

## Lakosság
| Lakosság változása | Lakosság változása | Lakosság változása | Lakosság változása | Lakosság változása | Lakosság változása | Lakosság változása | Lakosság változása | Lakosság változása | Lakosság változása | Lakosság változása | Lakosság változása | Lakosság változása | Lakosság változása | Lakosság változása | Lakosság változása |
| ------------------ | ------------------ | ------------------ | ------------------ | ------------------ | ------------------ | ------------------ | ------------------ | ------------------ | ------------------ | ------------------ | ------------------ | ------------------ | ------------------ | ------------------ | ------------------ |
| 1857               | 1869               | 1880               | 1890               | 1900               | 1910               | 1921               | 1931               | 1948               | 1953               | 1961               | 1971               | 1981               | 1991               | 2001               | 2011               |
| 75                 | 78                 | 92                 | 105                | 104                | 119                | 99                 | 111                | 110                | 108                | 95                 | 94                 | 55                 | 32                 | 25                 | 21                 |

## Külső hivatkozások
- Žumberak község hivatalos oldala
- A Zsumberki közösség honlapja